# کامل‌دندان
کامل‌دندان (نام علمی: Entelodon) نام یک سرده از تیره کامل‌دندانان است.

## منابع

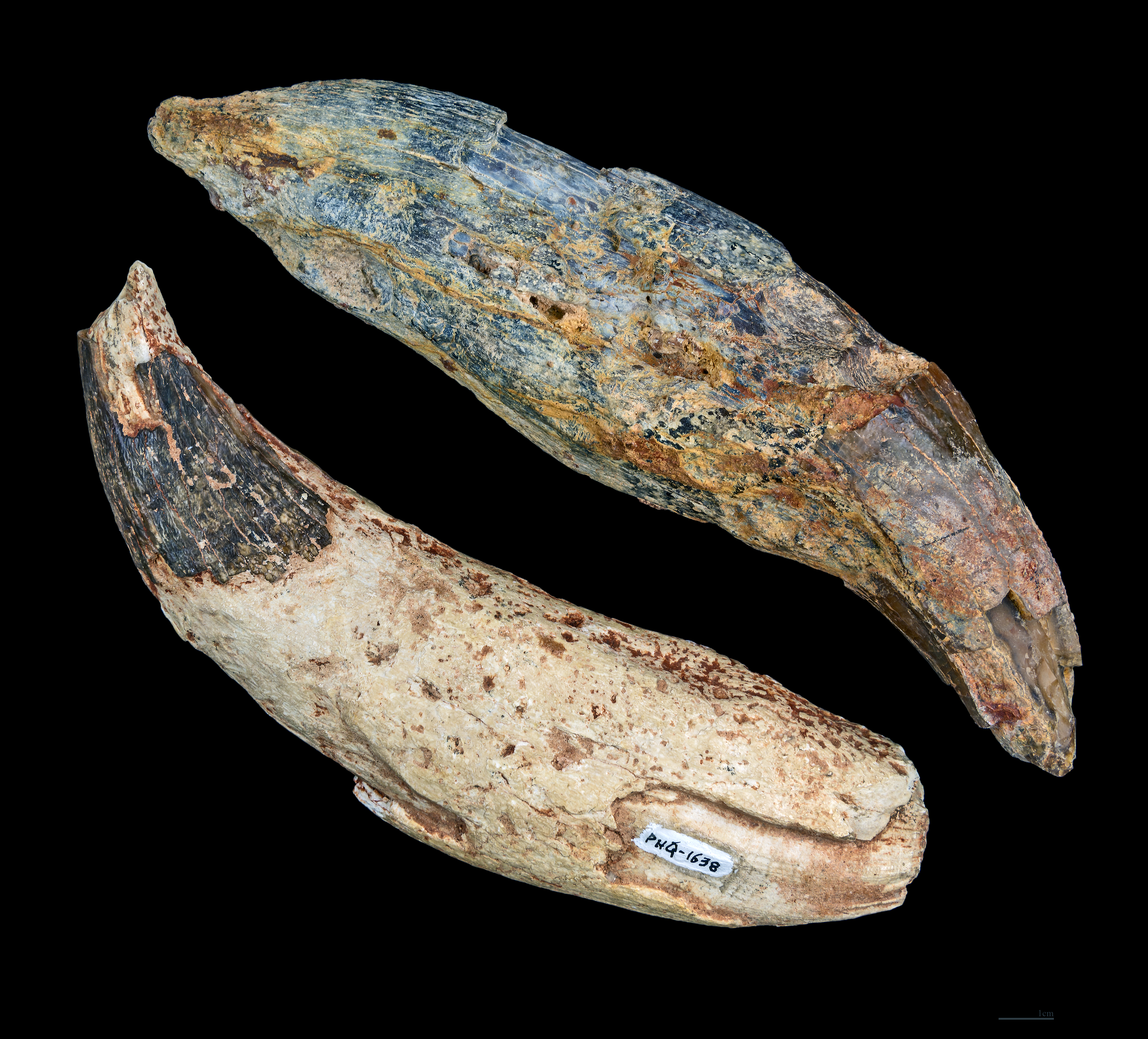
Entelodon magnus